# Gervasio Núñez
Gervasio Núñez, né le 29 janvier 1988 à Formosa, est un footballeur professionnel argentin. Il occupe actuellement le poste de milieu de terrain au Central Córdoba, club de première division argentine.

## Biographie

### Tente l'aventure en Pologne, à Cracovie
Le 23 juin 2011, Gervasio Núñez prend la direction du camp d'entraînement du club polonais du Wisła Cracovie puis participe au stage d'avant-saison aux Pays-Bas. Une semaine plus tard, il y est prêté avec option d'achat par Quilmes. Le 19 juillet, l'Argentin joue son premier match avec le Wisła en Ligue des champions et affronte le Skonto Riga. Alors que son équipe mène deux à zéro, il entre en jeu à un quart d'heure de la fin du match et remplace la capitaine Radoslaw Sobolewski. Rapidement, il devient l'un des titulaires indiscutables de l'équipe, jouant plus de quarante matches durant la saison.
Cependant, son prêt ne se transforme pas en transfert définitif, et Núñez repart en Argentine.

## Palmarès
Vierge